# Фехтование на летних Олимпийских играх 1904 — рапира среди команд
Соревнования по фехтованию на рапирах среди мужских команд на летних Олимпийских играх 1904 прошли 8 сентября. Приняли участие две команды по три человека из двух стран.

## Призёры
| Золото                                                                              | Серебро                                          | Бронза |
| Смешанная команда Мануэль Диас (CUB) Альбертсон Ван Зо Пост (USA) Рамон Фонст (CUB) | США Чарльз Таунсенд · Чарльз Тэтхем · Артур Фокс | —      |

## Соревнование
| Место | Спортсмен                                                                             | Побед |
| ----- | ------------------------------------------------------------------------------------- | ----- |
| 1     | Смешанная команда Мануэль Диас (CUB), Альбертсон Ван Зо Пост (USA), Рамон Фонст (CUB) | 7     |
| 2     | США Чарльз Таунсенд, Чарльз Тэтхем, Артур Фокс                                        | 2     |